# Humniszcze (Białoruś)
Humniszcze (biał. Гумнішча, Humniszcza) – wieś na Białorusi, położona w obwodzie grodzieńskim w rejonie grodzieńskim w sielsowiecie Porzecze.
Dawniej w województwie trockim Rzeczypospolitej Obojga Narodów. W czasach zaborów w granicach Imperium Rosyjskiego, w guberni grodzieńskiej. W latach 1921–1939 wieś leżała w Polsce, w województwie białostockim, w powiecie grodzieńskim, w gminie Porzecze.
Według Powszechnego Spisu Ludności z 1921 roku zamieszkiwało tu 66 osób, 63 były wyznania rzymskokatolickiego a 3 prawosławnego. Wszyscy mieszkańcy zadeklarowali polską przynależność narodową. Było tu 9 budynków mieszkalnych.
Częścią wsi obecnie jest zaścianek Podgrobelka. W okresie międzywojennym w 5 budynkach zamieszkiwało 26 osób.
Miejscowość należała do parafii prawosławnej i rzymskokatolickiej w Porzeczu. Podlegała pod Sąd Grodzki w Druskiennikach i Okręgowy w Grodnie; właściwy urząd pocztowy mieścił się w Porzeczu.
W wyniku napaści ZSRR na Polskę we wrześniu 1939 miejscowość znalazła się pod okupacją sowiecką. 2 listopada została włączona do Białoruskiej SRR. 4 grudnia 1939 włączona do nowo utworzonego obwodu białostockiego. Od czerwca 1941 roku pod okupacją niemiecką. 22 lipca 1941 r. włączona w skład okręgu białostockiego III Rzeszy. W 1944 miejscowość została ponownie zajęta przez wojska sowieckie i włączona do obwodu grodzieńskiego Białoruskiej SRR.